# Blennodia canescens
Blennodia canescens är en korsblommig växtart som beskrevs av Robert Brown. Blennodia canescens ingår i släktet Blennodia och familjen korsblommiga växter. Inga underarter finns listade i Catalogue of Life.

## Bildgalleri

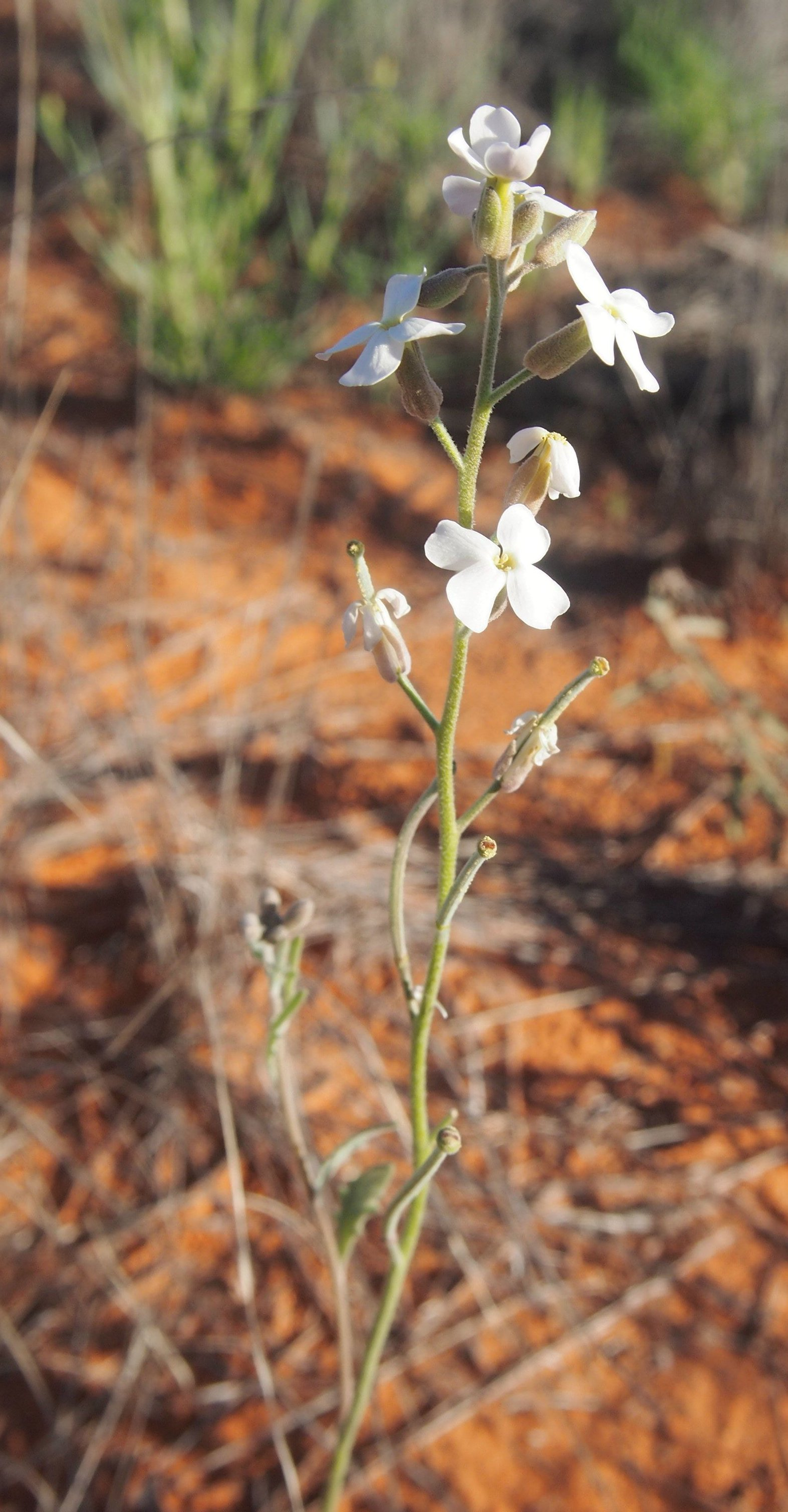
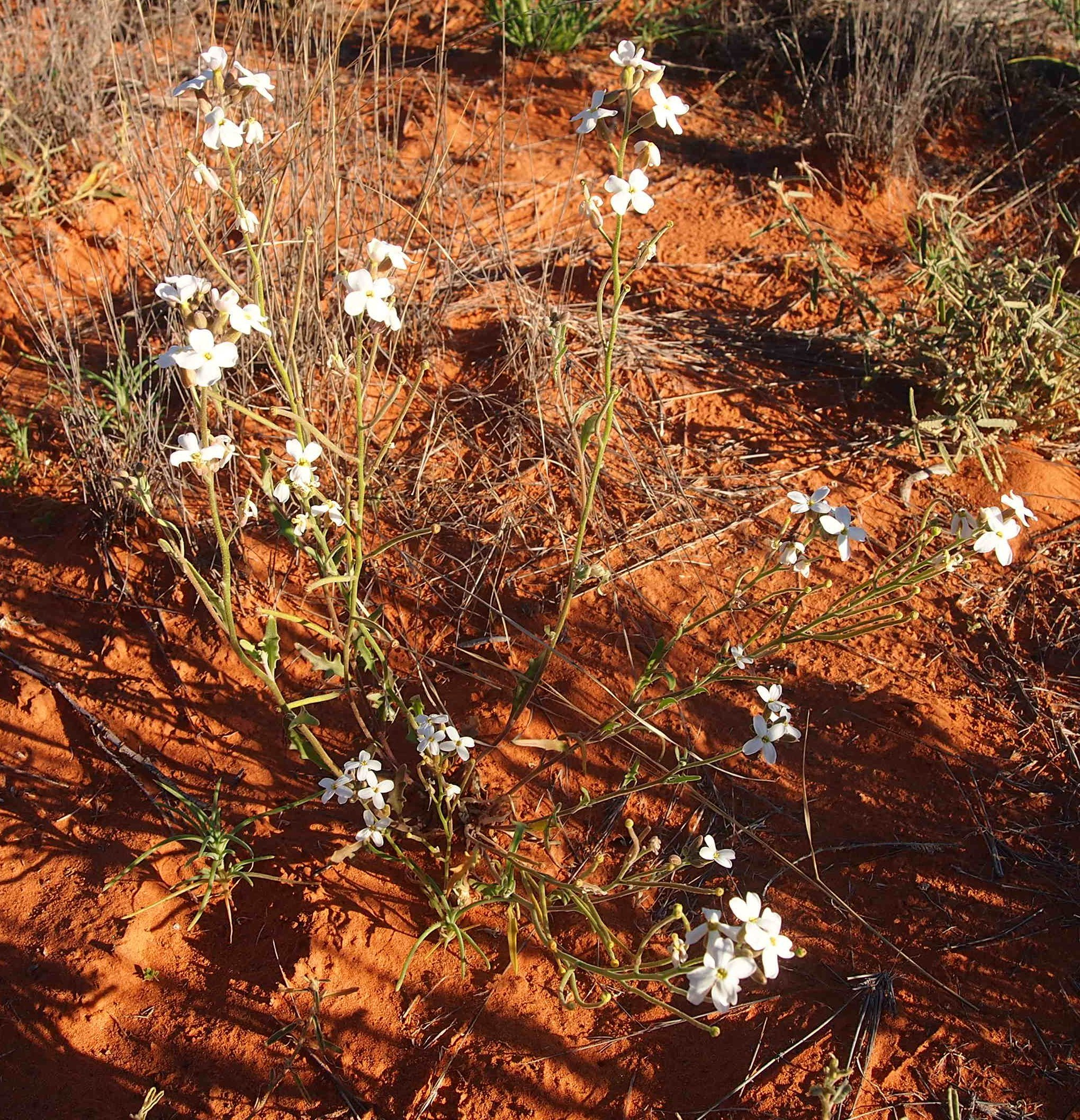
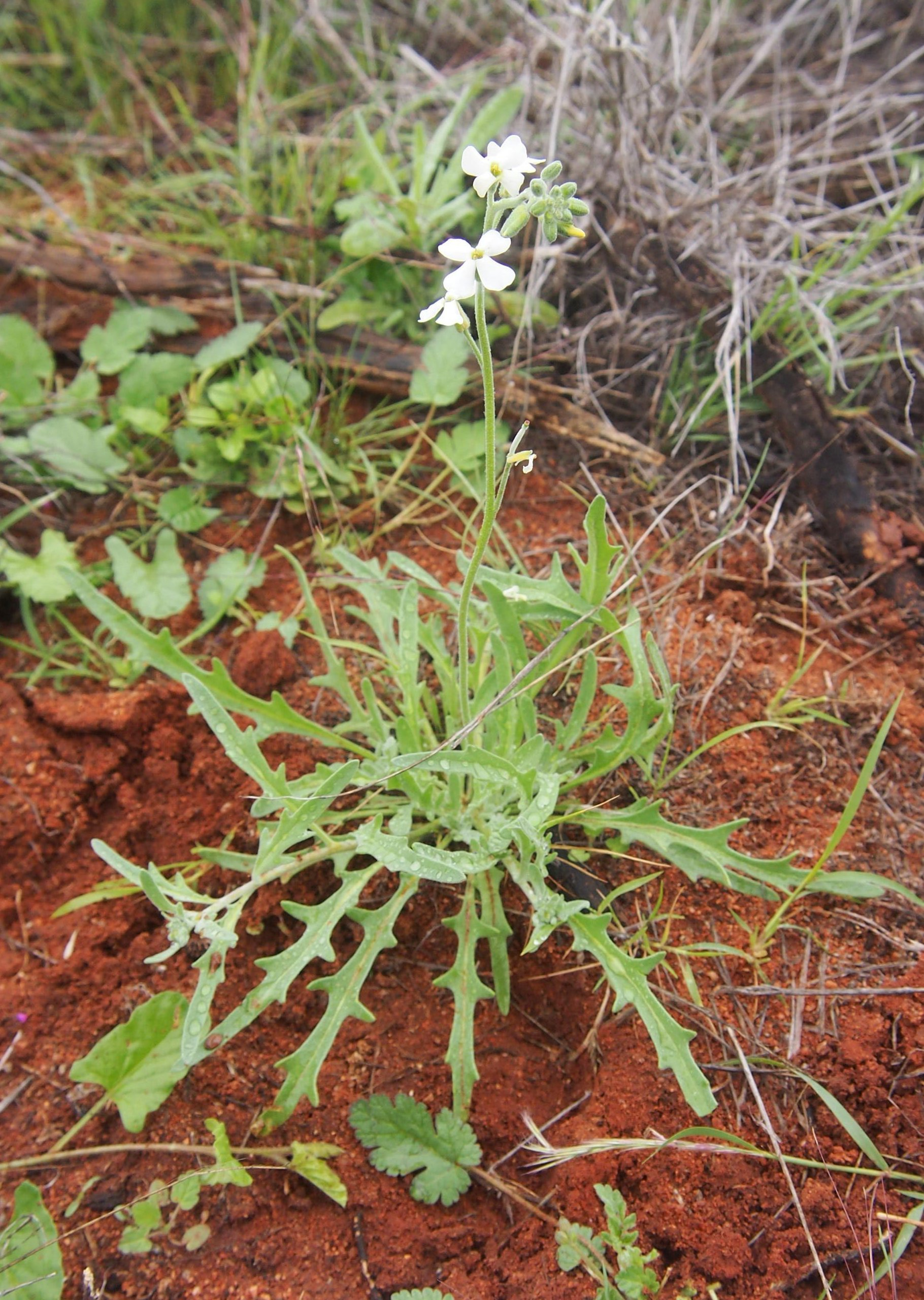
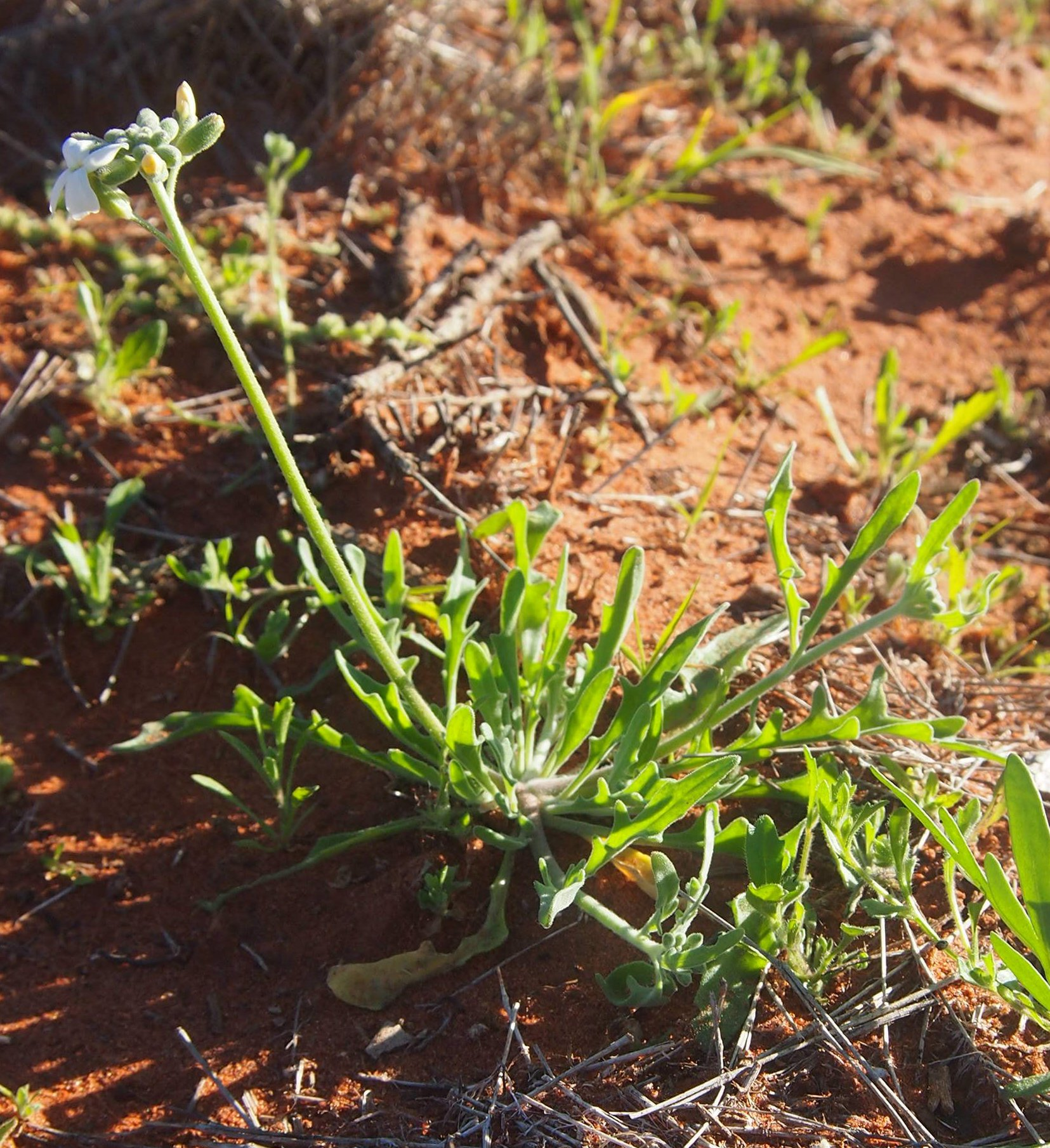
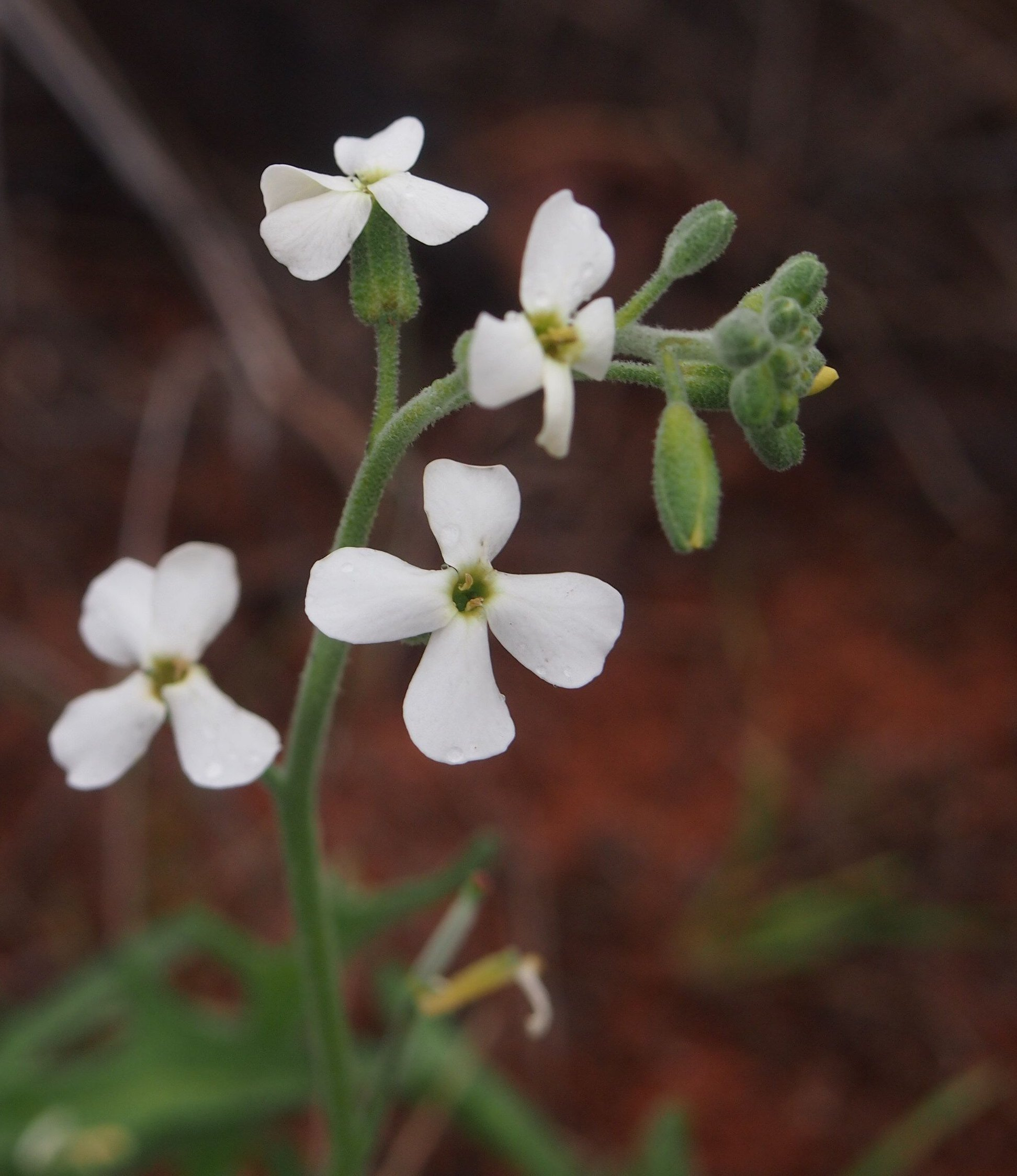
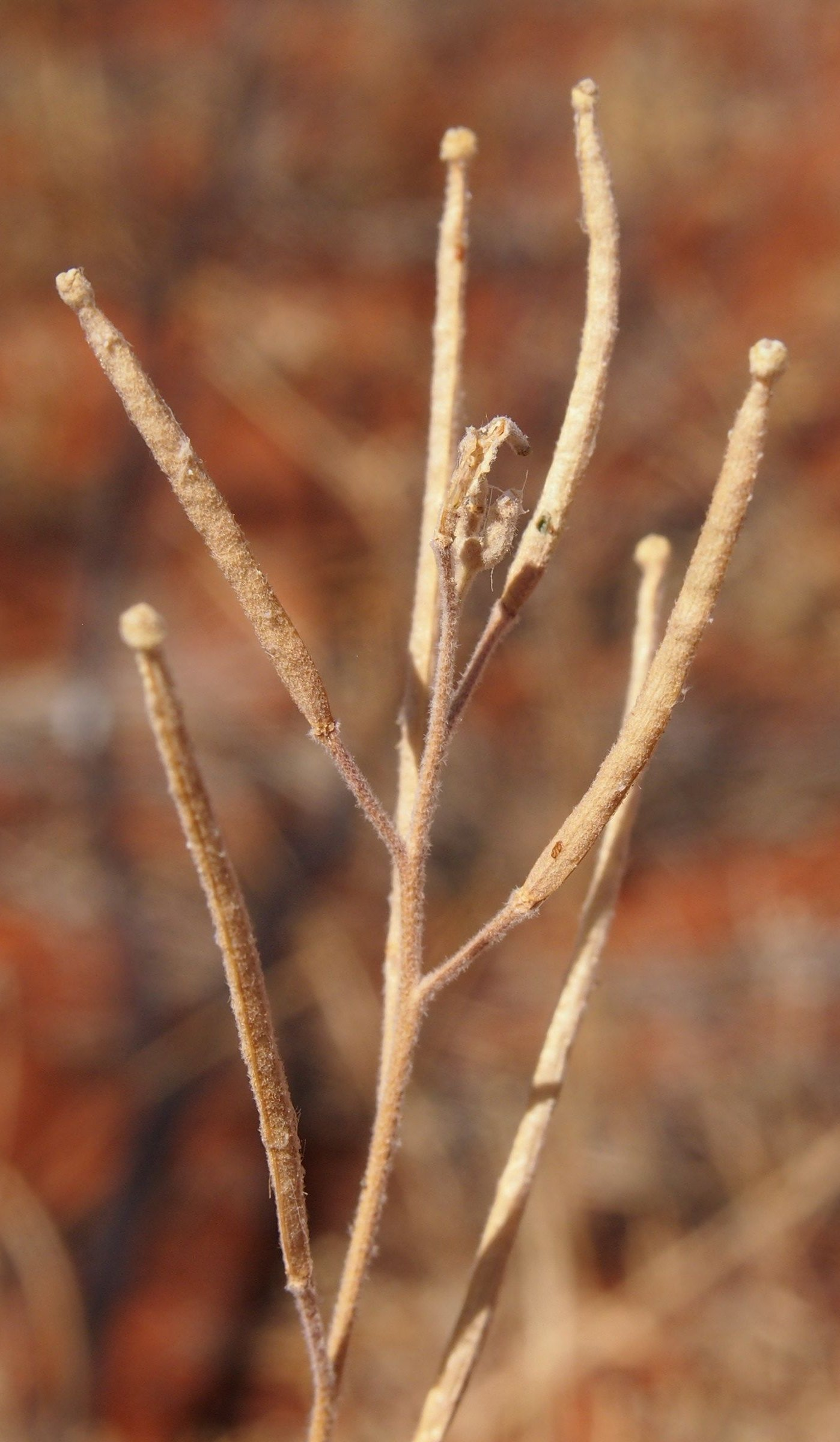